# Gut Siblin
Das Gut Siblin, der Gemeinde Ahrensbök im Kreis Ostholstein zugehörig, liegt in der holsteinischen Schweiz und dient vorrangig als landwirtschaftliches Gut sowie zur Vermietung von Ferien- und Wohnhäusern.

## Historie

### Geschichtlicher Überblick
Aus der Festschrift „675 Jahre Ahrensbök“ (1328-2003) geht hervor, dass das Dorf Siblin um 1304 den Namen Cetelin trug und später zu Sebelin wurde. Es war Ort des Slawen Sedla (abgeleitet von „sedlo“, übersetzt in etwa „Wohnsitz“).
1295 wurden Hof und Gut im Besitz des Grafen Adolf VI. (Holstein-Schauenburg) urkundlich erwähnt.

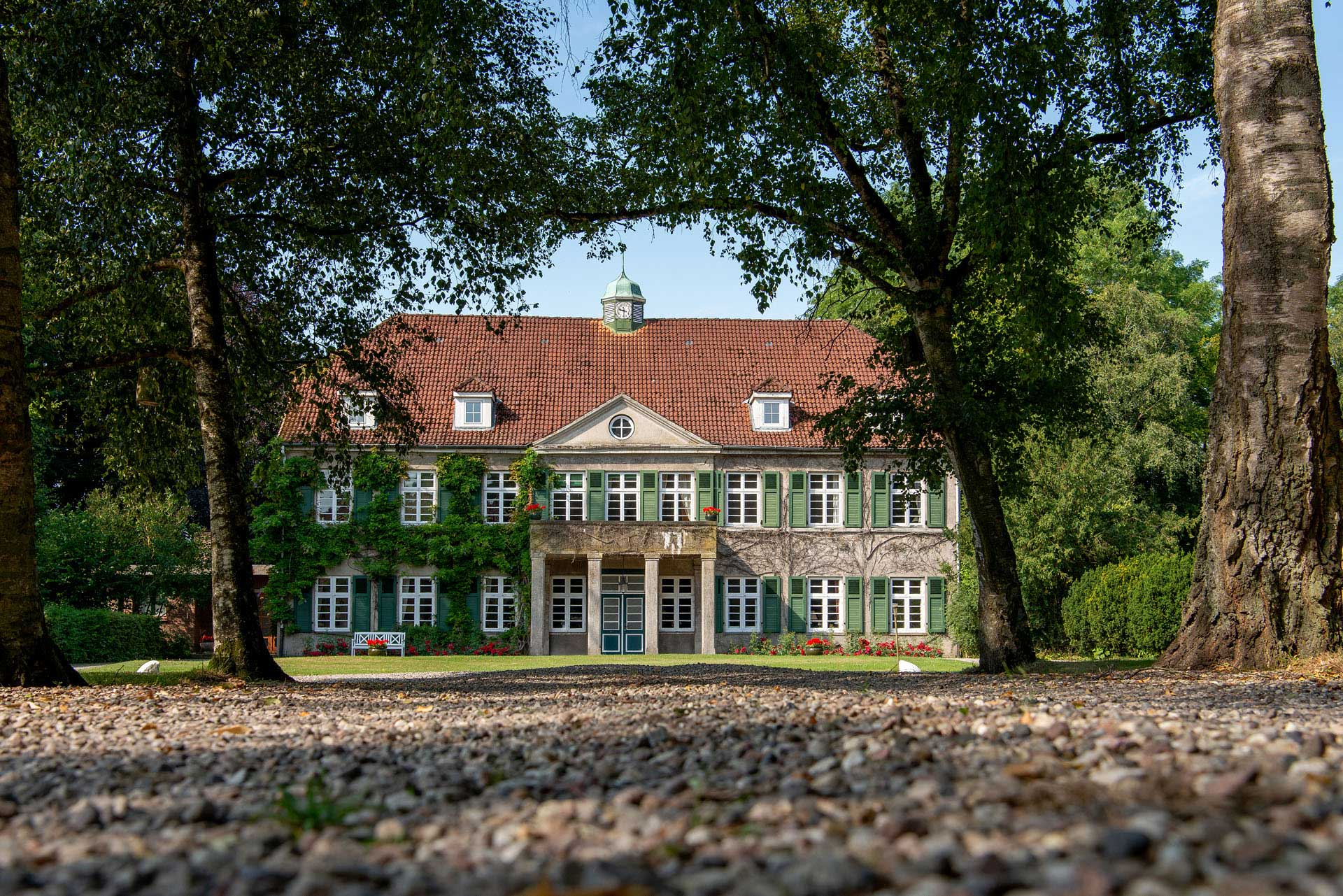
Herrenhaus des Gut Siblin

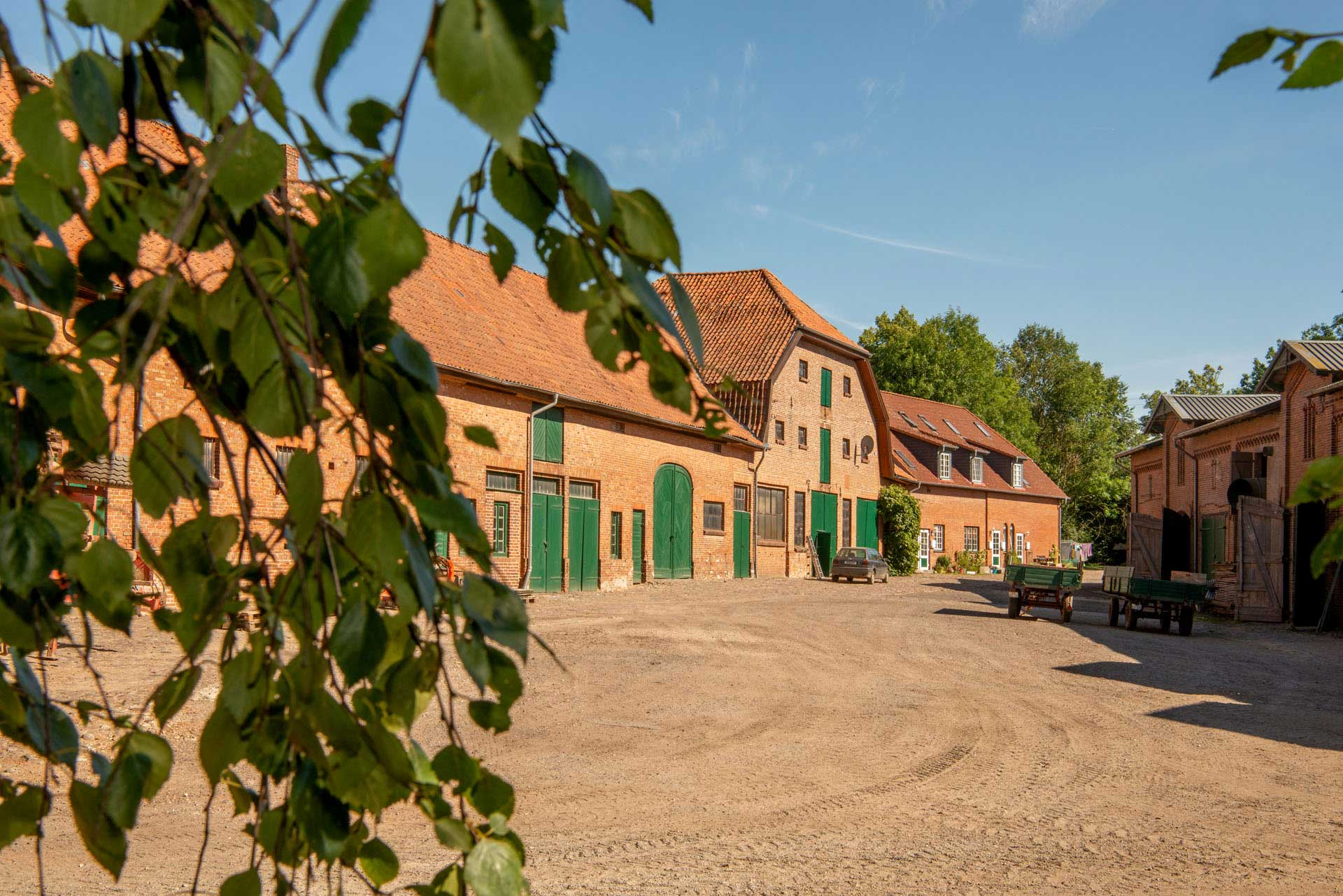
Gutshof des Gut Siblin

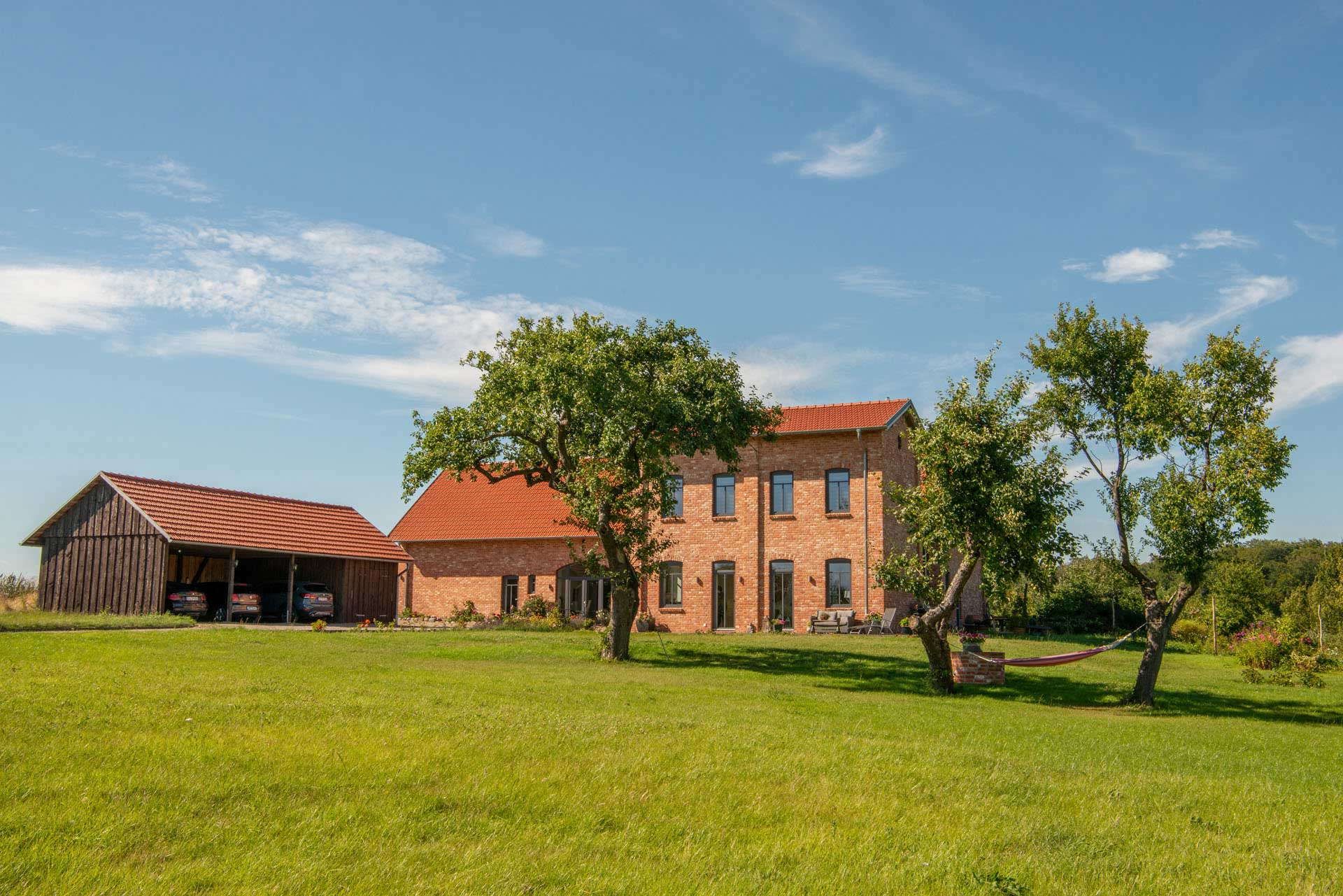
Renoviertes Gebäude aus Gutsbestand

1469 wurde das Gut an ein Kloster veräußert, welches Hof und Gut im Jahre 1558 an die Familie Rantzau (Adelsgeschlecht), im Besitz des adligen Gut Nehmten, verpfändete.
1867 wurde es zusammen mit dem Amt Ahrensbök an das Fürstentum Lübeck übertragen. In diese Zeit fällt auch die Gründung des Gut Siblin, welche durch Kauf mehrerer umgebenden Höfe zu Stande kam.
In der Folgezeit kam es zu häufigen Wechseln der Besitzer des Gutes, so kam es zum Beispiel in den Besitz der dänischen Familie Hornung, ehe es Anfang des 20. Jahrhunderts von Friedrich Heine gekauft wurde, in deren Besitz es noch heute ist.

#### 1945 KZ-Fürstengrube-Todesmarsch
Im Rahmen des Todesmarschs von Auschwitz nach Holstein wurde eine Gruppe von Häftlingen zwischen dem 27. März und 5. Mai in einer Scheune des Guts südlich des Dorfes Siblin untergebracht.

### Heutige Zeit
Seit 2020 leiten Friedrich und Maja Heine das rund dreieinhalb Hektar große Gut, in dessen Zentrum sich das 9-achsige, eineinhalbgeschossige Gutshaus befindet.

## Geographie
Siblin liegt ca. zehn Kilometer südlich der Kreisstadt Eutin und drei Kilometer nördlich der Ortschaft Ahrensbök in ländlicher Umgebung am Südrand der Holsteinischen Schweiz an der Landesstraße 184.
Die Entfernung zur Ostsee (in östlicher Richtung) beträgt vierzehn Kilometer. Bis zum Großen Plöner See in nördlicher Richtung zwölf Kilometer.

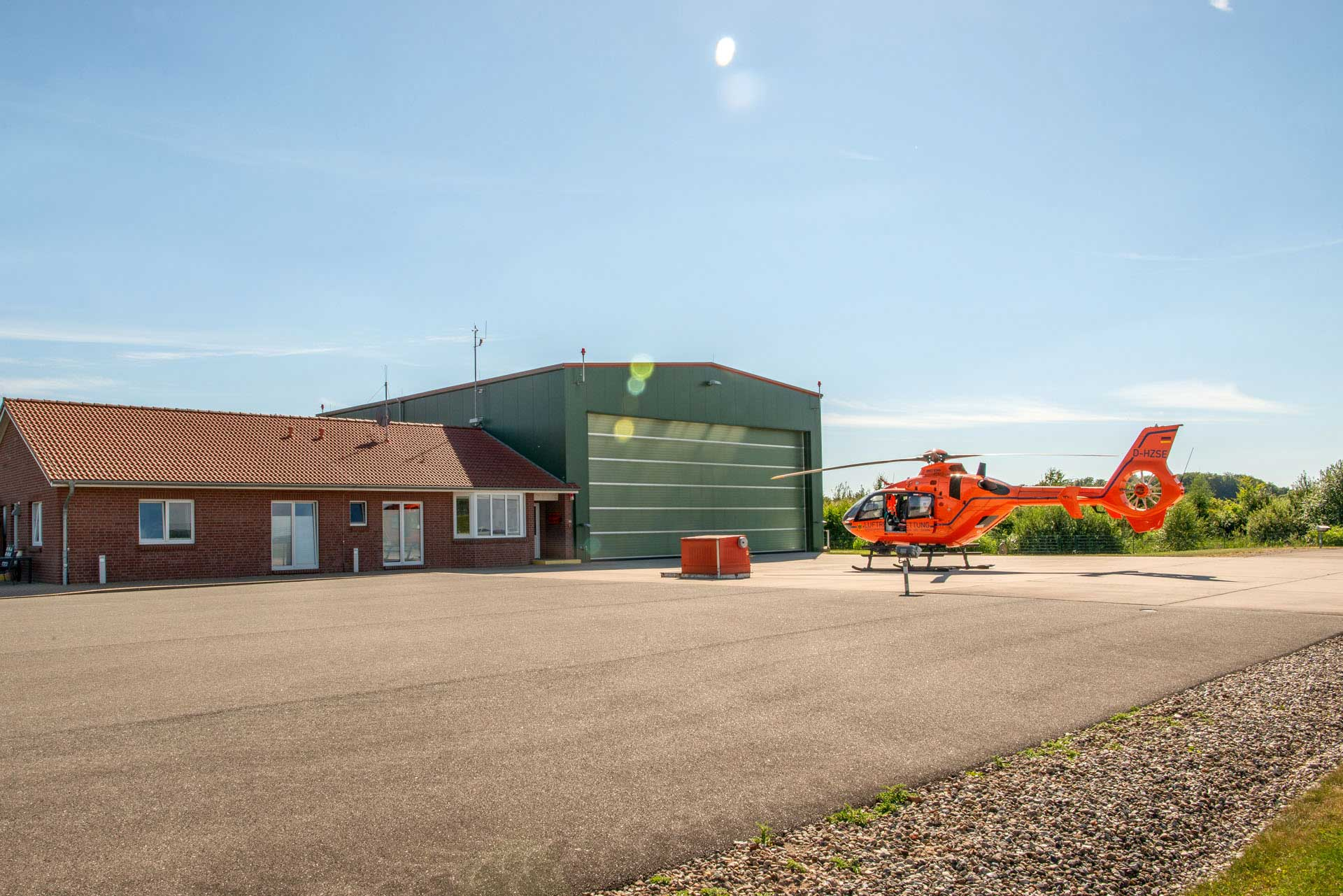
Hubschrauber-Landeplatz für Rettungshubschrauber Christoph 12

Unweit des Dorfes befindet sich auch die Quelle der Trave, des größten Flusses Schleswig-Holsteins.

## Landwirtschaft
Sowohl Dorf als auch das Gut selbst sind stark landwirtschaftlich geprägt. So werden auf dem Gut hauptsächlich Weizen, Gerste, Hafer und Raps angebaut.
Ebenfalls wird eine kleine Weihnachtsbaum- und Tannengrünproduktion betrieben, deren Vertrieb an der Hofeinfahrt an der Landesstraße 184 stattfindet.

## Forstwirtschaft
Die Forstflächen werden von einer Forstbetriebsgemeinschaft bewirtschaftet. Auf Anfrage wird vor Ort Brennholz zum Verkauf angeboten.

## Vermietung
Auf dem Gutshof wurden zwischen 1990 und 2020 viele der historischen Gebäude saniert und werden mittlerweile an Dauermieter sowie als Ferienwohnungen vermietet.
Das Gutsareal umfasst mehrere Ferienwohnungen und -häuser mit Gartenzugang in und rund um Siblin.

## Sonstiges
Auf den zum Gutshof gehörigen Flächen wurde der Hubschrauberlandeplatz für den Rettungshubschrauber Christoph 12 errichtet. Seit 2007 befindet sich dort das Luftrettungszentrum (LRZ) Siblin. Dort fliegt ein Hubschrauber der Marke Eurocopter täglich von Sonnenaufgang (frühestens 7 Uhr) bis Sonnenuntergang.
So wird unter Mithilfe der Johanniter Unfallhilfe und der Bundespolizei die rettungsmedizinische Akutversorgung von Patienten aus der Luft gesichert.